# Zachäuskirche (Sauerlach)

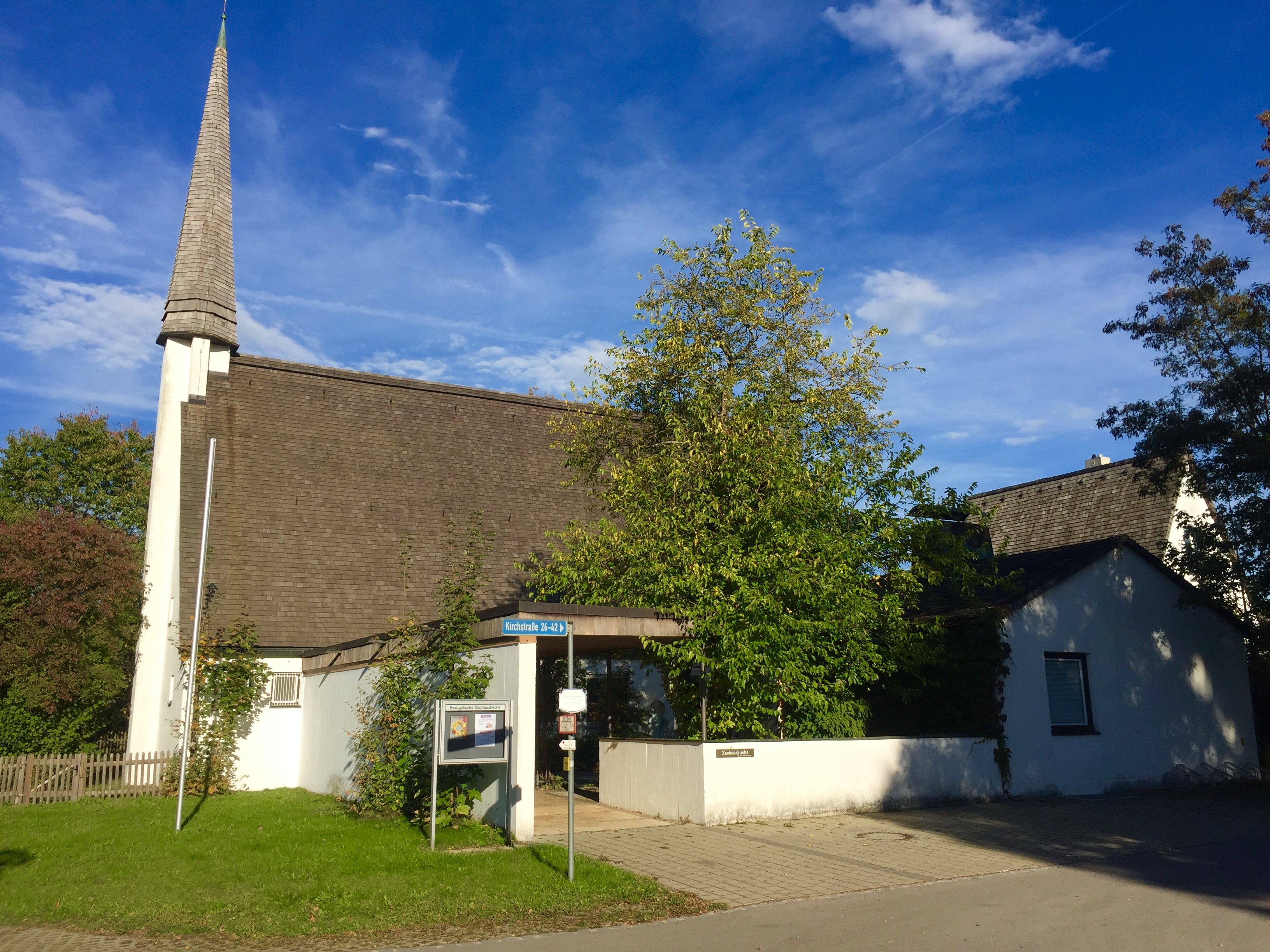
Evangelisch-Lutherische Zachäuskirche Sauerlach

Die Zachäuskirche ist eine, nach Plänen von Franz Lichtblau errichtete, evangelisch-lutherische Kirche in Sauerlach im Landkreis München. Sie gehört als Sprengel zur Evangelisch-Lutherischen Kirchengemeinde Holzkirchen, die wiederum Teil des Evangelisch-Lutherischen Dekanats Bad Tölz ist.

## Zur Geschichte des Protestantismus in Sauerlach
Den ersten Kontakt mit Protestanten hatten die Sauerlacher im Jahr 1632, als im Dreißigjährigen Krieg schwedische Soldaten unter Gustav II. Adolf die Umgebung plünderten. Hundert Jahre später tauchten wieder evangelische Christen in Sauerlach auf: In der Pfarrchronik wird berichtet, dass 1732 durch Otterfing, Sauerlach und Faistenhaar dreimal etwa 500–900 protestantische Bauern aus Salzburg und dem Pinzgau gezogen sind, die auf Druck des Salzburger Erzbischofs Leopold Anton von Firmian ihre Heimat verlassen mussten. Aus den darauffolgenden Jahrzehnten gibt es keine weiteren Berichte über Evangelische in Sauerlach. Wie jedoch der Protestantismus noch im 19. Jahrhundert eingeschätzt wurde, zeigt sich an der Tradition des Wasservogelspiels, als 1840 in Sauerlach Martin Luther und seine Frau Katharina von Bora als Spottfiguren durch das Dorf getragen wurden.
Mit der Liberalisierungspolitik des bayerischen Königshauses – die bayerischen Könige Maximilian I. Joseph, Ludwig I. und Maximilian II. Joseph hatten jeweils evangelische Prinzessinnen geheiratet – konnten sich schließlich auch in Oberbayern Protestanten ansiedeln. Die erste evangelische Familie kam mit der Errichtung des Forstamtes im Jahre 1871 nach Sauerlach. Es war der Forstamtsleiter Oberförster Eduard von Staudt jun. mit seiner Familie.
Sauerlach gehörte seit 1902 zum Amtsgericht Wolfratshausen, das damals von Reisepredigern der Kirchengemeinde St. Markus in München betreut wurde. Auch wenn die Sauerlacher zu München gehörten, orientierten sie sich bevorzugt nach Holzkirchen, da es im Hachinger Tal keine weiteren evangelischen Gemeinde gab. Aktenkundig wurde dies im Jahre 1910, als sich die Familien Gräßle und Wacker aus Otterloh weigerten, das Kirchgeld an die Kirchengemeinde St. Paulus in München-Perlach zu entrichten, zu der sie laut kirchlicher Gebietseinteilung gehörten. Denn sie gingen in Holzkirchen zum Gottesdienst und es war zumindest für die Familie Gräßle die Gemeinde, in der auch ihr Kind getauft worden war.
Klarheit wurde endgültig am 30. November 1923 geschaffen, als aus der Reisepredigerstelle Holzkirchen eine eigene Tochtergemeinde wurde, die zur Pfarrei Bad Tölz, später dann zu Miesbach gehörte. Aus dem Bezirksamt Wolfratshausen kamen die Gemeinden Arget, Eichenhausen, Endlhausen, Linden, Oberbiberg, Otterfing und Sauerlach hinzu. Sie alle gehörten bis dato offiziell zur Pfarrei St. Markus in München. Diese neue Einteilung hat, bis auf Oberbiberg, das in den 1970er Jahren zu Oberhaching kam, noch heute Bestand. Die Zahl der Evangelischen blieb mit circa 30 Personen vor dem Zweiten Weltkrieg ziemlich konstant. Man kam nach Sauerlach entweder, um zu arbeiten und verließ es anschließend wieder, oder man heiratete in einer der ansässigen Familien ein. Dann wurden die Kinder in der Regel allerdings römisch-katholisch getauft, so dass die evangelisch-lutherische Gemeinde nicht größer wurde.
Nach dem Kriegsende im Jahre 1945 nahm der Freistaat Bayern in großer Zahl Flüchtlinge aus Ost- und Westpreußen, Pommern, Danzig und aus dem Sudetenland auf. Dabei kamen auch viele Protestanten in die Gemeinde Sauerlach. Besonders der wirtschaftliche Aufschwung in und um die Landeshauptstadt München bewirkte in Sauerlach eine rege Bautätigkeit und einen verstärkten Zuzug evangelischer Christen. Damit stieg die Zahl der Protestanten rapide. Die zahlenmäßige Entwicklung der Evangelischen ist seit dem Jahr 1857 erfasst: In Sauerlach und Arget gab es 1871 erst acht Evangelische, um 1900 waren es gerade mal 15. Im Jahre 1925 waren es 28 Evangelische, 1996 dann schon 850 und Mitte 2013 ist die evangelische Gemeinde auf rund 1100 Mitglieder angewachsen.

## Bau, Architektur und Ausstattung

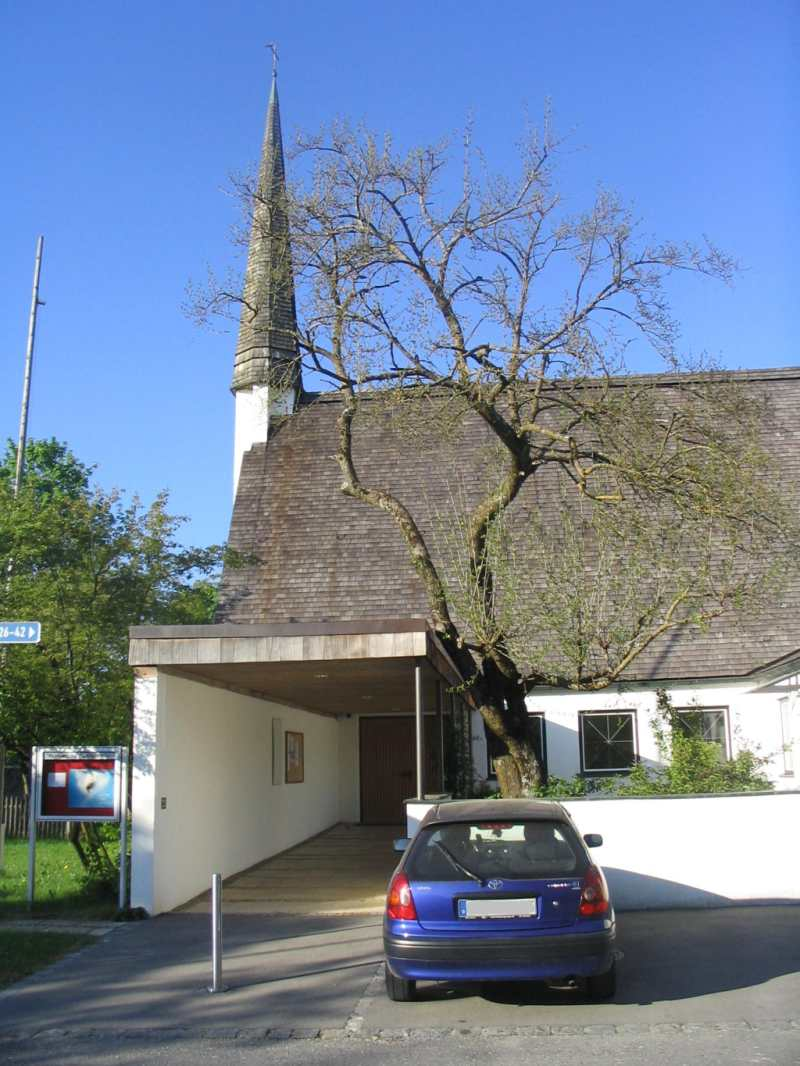
Blick auf den Maulbeerbaum im kleinen Kirchhof

Am Sonntag, den 10. November 1962 legte Pfarrer Herwig Herr im Rahmen eines Gottesdienstes im Freien zusammen mit Dekan Heinrich Renner den Grundstein der Zachäuskirche. Neben aktuellen Zeitungen und Münzen wurde auch eine Urkunde im Fundament des heutigen Altars eingemauert. Das Gustav-Adolf-Werk trug 10.000 Deutsche Mark zur Finanzierung des Baus bei. Am Donnerstag, den 25. April 1963 konnte das Richtfest gefeiert und gut sechs Monate später, am 10. November 1963 die Kirche eingeweiht werden.
Das steile, offene Satteldach ist mit Schindeln gedeckt, innen mit Holz verkleidet und überdeckt einen fast quadratischen Kirchenraum. Der Altar steht an der östlichen Giebelwand und wird durch einen in liturgischen Farben ausgestalteten Wandbehang sowie einem bronzenen Altarkreuz des Kunstschmiedes Manfred Bergmeister geschmückt. Auf der linken Seite befindet überdies sich der Ambo, eine Kanzel für biblische Lesungen. Sowohl Altar als auch Ambo und Taufbecken entstanden nach Entwürfen von Franz Lichtblau, dem Architekten der Zachäuskirche. Fünf Bankreihen im Kirchenschiff und zwei Wandbänke bieten insgesamt 85 Sitzplätze. Der Kirchenraum selbst wird durch drei große Seitenfenster erhellt.
Ein Sgraffito auf der Brüstung der Empore zeigt Szenen aus der biblischen Zachäus-Geschichte und wurde wie auch der Wandbehang hinter dem Altar vom Maler und Grafiker Hubert Distler geschaffen. Unter der Empore befindet sich der Zugang zum Gemeinderaum sowie weiteren kleineren Nebenräumen.
An den Kirchenraum schließt sich im Südwesten die kleine Sakristei an, über die man in das ehemalige Mesnerhaus gelangt. Nach einem Umbau befinden sich dort das Pfarrbüro und zwei Besprechungszimmer. Zwischen dem Durchgang zum Kirchenraum und dem früheren Mesnerhaus laden Blumenrabatten und Sitzbänke zum Verweilen ein. Auch wurde hier ein Maulbeer-Feigenbaum gepflanzt, um an die Begegnung von Jesus Christus mit dem kleinwüchsigen Zöllner Zachäus zu erinnern.
Der kleine Kirchturm erwächst am Westgiebel aus einer vertikalen Betontreppe, die auf einer eigenen Fundamentplatte steht und noch einmal an der Empore verankert ist. Das Türmchen trägt eine Glocke unter dem spitzen Turmhelm aus Holz und krönt den eigentlichen Kirchenbau. Die Glocke wurde am 16. Mai 1963 im Beisein der Gemeindemitglieder in Erding gegossen. Auf dem Turmhelm befindet sich in der luftigen Höhe von 20 Metern ein weithin sichtbares Kreuz.
Am 30. Mai 1966 wurde auch die Orgel von Dekan Heinrich Renner geweiht. Das einmanualige Instrument mit sieben Registern war ein Ausstellungsstück der Orgelbaufirma Wilhelm Stöberl aus München.

## Sonstiges
Die nachfolgende Tabelle gibt einen Überblick über die evangelisch-lutherischen Pfarrer in Sauerlach
| Name             | Amtsbeginn           | Amtsende          |
| ---------------- | -------------------- | ----------------- |
| Herwig Herr      | 1. September 1951    | 1. November 1982  |
| Thomas Reißig    | 1. November 1982     | 20. April 1986    |
| Gerhard Heinrich | 1. August 1986       | 30. November 1990 |
| Udo Schmoll      | 1. Februar 1991      | 31. August 1992   |
| Roland Pelikan   | 1. Februar 1993      | 31. August 1997   |
| Ludwig Scherer   | 1. Januar 1999       | 15. März 2007     |
| Peer Mickluhn    | seit 1. Oktober 2007 |                   |